# 루이 드 루브루아 드 생시몽 공작
생시몽 공작 루이 드 루브루아(Louis de Rouvroy, duc de Saint-Simon, 1675년 1월 16일~1755년 3월 2일)는 프랑스 왕국의 귀족이다. 궁정인이자 회상록 작가로 활동한 생시몽 공작은 “베르사유와 권력 내막의 예리하고 변덕스런 염탐꾼”으로, 루이 14세 치세 말과 섭정기 프랑스의 중요한 산증인이다.
왕정의 황금기 시절에 대한 향수에 젖은 생시몽 공작은 공작으로 투철한 귀족이 되고자 했으나, 동시에 "인간의 얼굴을 한 귀족-왕정"이라는 현실과는 동덜어진 신념을 지니기도 했다. 계급제 사회 사상가로, 생시몽 공작은 매우 오래된 전통으로부터 기원을 두고있는 불평등한 사고방식을 억누르고 있었다. 호전적이고 외곬이며 남을 저주하고 다니던 생시몽 공작이었으나 그는 "스스로 위대했던" 왕정을 무너뜨리고자 하는 이들의 움직임을 보며 훗날 왕정의 종말을 예견했으며, 귀족 사회 미학의 전형으로 궁정을 묘사했다.
생시몽 공작의 작품은 각 텍스트의 구성에 있어서는 큰 다양성을 보여주고 있으며, 전체적으로는 뇌리를 떠나지 않는 꿈같이 흘러간 세계의 역사가이자 회상가로서의 관찰력을 통하여 하나의 큰 통일성을 보여준다. 작품에서 보여준 예술적이고 세련된 말투로 구성된 그의 교양, 형식적 자유와 주관성은 그의 <회상록>을 불문학의 기념비적인 작품으로 남겼으며 생시몽 공작은 가장 위대한 18세기 프랑스 작가 중 한명으로 평가받고 있다.
미슐레는 생시몽 공작의 작품, 그의 사상과 삶이 자신에게 영향을 준 매력적인 면과 그것에 저항하고자 한 것에 대하여 "나는 그를 받아들였고, 비판했다. 나는 그를 사랑했고, 그 사랑으로부터 떠났다. 이 다채로움의 결과는 어떤 자유로움을 띤 엄격한 귀족에게서 내가 마침내 얻을 수 있던 것이다."라며 표현한다.

## 생애

### 출신과 어린 시절

#### 가계
| “ | "근본, 세계(世系), 봉토, 동맹, 직위는, 알려진 시절 속 어느 이른 시기에서부터, 덧없고 현대적인 것들과 다르게, 실질적인 장엄함을 구성한다." | ” |

생시몽은 생시몽 공작가의 성씨가 아니올시다. 이를 설여(說與)하고자 할 제, 아득한 것들을 다시 찾아보아야 할 필요가 있는 것이외다.

 공작 본인에 따르면, 생시몽가는 9세기 베르망두아에서 유래되었으나, 1333년 마르그리트 드 생시몽이 "애꾸" 마티외 드 루브루아와 결혼하며 루브루아가와 결합하였다.

생시몽가의 문장

생시몽 공작의 가문은 대귀족 공작가로, 루이 13세가 공작위를 창설한지 40년밖에 안되었지만, 생시몽가의 짙은 혈통과 오랜 귀족 신분은 공작가로서의 짧은 역사를 상쇄했다. 회상록 작가 생시몽 공작 루이의 아버지인 생시몽 공작 클로드는 루이 13세에 대하여 깊이 감사하는 마음을 지니며, 아들에게 루이 13세를 숭상하도록 가르쳤다.
생시몽 공작의 가계에 관한 최근 연구는 그의 생애에 있어 뜻밖이지만 중요한 가족 관계를 밝혔다. 생시몽 공작과 프랑수아 페넬롱이 친척 관계라는 것이 드러났다.

#### 출생
| “ | 나는 1675년 1월 15일에서 16일로 넘어가는 밤에, 프랑스 귀족 생시몽 공작 클로드와 그의 두번째 아내로 정실인 샤를로트 드 로베핀 사이에서 태어났다. 첫 아내 디안 드 뷔도로부터 아버지는 딸 하나를 가졌었고 아들은 없었다. | ” |

프랑수아레지 바스티드는 "누군가 생시몽 공작 루이 드 루브루아의 출생일인 1675년 1월 16일, 사투르누스의 별자리인 염소자리 아래서의 자정을 주목한다면, 그는 지나지게 진중해 보일 것이다. 근심스런 고독의, 동굴의, 국화의, 지식을 채우지 못해 안달난 옛 아이들의 별자리, 생트뵈브, 에드가 포, 세잔의 별자리... 줄줄 늘여놓지는 않겠으나, 입에 담기에 얼마나 아름다운 것들인가!"라며 시사한다.

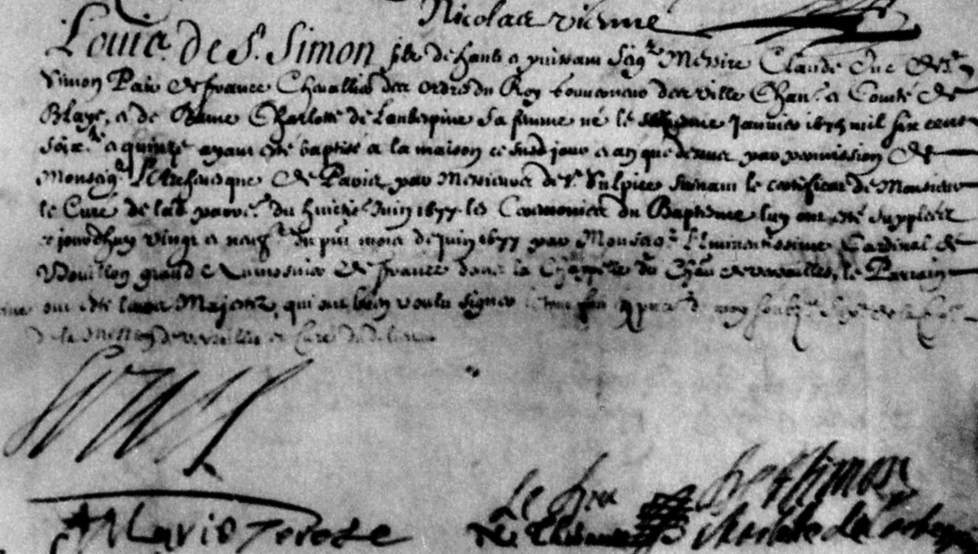
생시몽의 세례 증명서. 왼쪽 아래 왕과 여왕의 연서(連署)가 있음. 베르사유궁 아카이브.

## 문학적 후계자

### 마르셀 프루스트
프루스트는 이 회상록 작가의 열렬한 팬으로, 길고 흥미있는 생시몽 공작 문체 모방작(모방과 잡록, 1919)을 썼다. <잃어버린 시간을 찾아서> 속 화자의 20세기 초 귀족 살롱에 관한 환기는 프루스트 자신의 사교계 기억만큼이나 그가 생시몽을 통하여 읽은 루이 14세 궁정의 광경에도 빚지고 있는데, 특히 생생하게 묘사된 샤를뤼스 남작이라는 인물이 등장하는 단락에서 그 점을 볼 수 있다.
프루스트는 생시몽이 예시를 주지도 않고 몽트스팡 후작이 속한 대귀족가의 이름을 따서 "모르트마르 정신"이라 부른 어떤 말투를 단락에서 재현하고자 했다. "[...] 자연스런 웅변, 표현의 적절함, 출처가 명백하고 항상 놀라움을 주는, 단어를 고를 때의 기발함, 특히 몽트스팡 부인과 부인의 자매에게 말할 때 쓴 말투로 오직 가정에서나 주변의 사람들에게서만 통하던 말투."
프루스트는 게르망트 공작부인이라는 등장 인물을 통하여 이 정신을 묘사하고자 했으나 결과에 대하여 그는 완벽히 만족하지 않았다. 하지만 더 본질적으로, 프루스트는 30년 동안 정체된 문학계에 활력을 불어넣은 생시몽의 문학적 성공에 대하여 감탄했다. 회상록 작가이던 생시몽 공작처럼, <잃어버린 시간을 찾아서>의 화자는 삶의 환멸과 죽음의 확실함은 문학을 통하여 초월할 수 있다는 것을 훗날에야 이해한다.